# Palopeuravaara
Palopeuravaara är en kulle i Finland.   Den ligger i den ekonomiska regionen Norra Lappland och landskapet Lappland, i den norra delen av landet, 900 km norr om huvudstaden Helsingfors. Toppen på Palopeuravaara är 288 meter över havet.
Terrängen runt Palopeuravaara är platt.  Trakten runt Palopeuravaara är nära nog obefolkad, med mindre än två invånare per kvadratkilometer. Det finns inga samhällen i närheten. 